# Daniela Lojarro
Daniela Rossana Lojarro (Rivoli, 24 giugno 1964) è un soprano italiano specializzato nel repertorio di soprano lirico-leggero e di coloratura.

## Biografia
Daniela Lojarro è cresciuta in una famiglia di musicisti. Parallelamente al liceo classico al Collegio Sacra Famiglia di Torino ha iniziato lo studio del canto e del pianoforte sotto la guida di Mario Braggio. Nel 1986 è stata finalista al Concorso Internazionale Voci Verdiane – Città di Busseto e poi vincitrice del primo premio al Concorso Giuseppe Verdi di Parma.
Nel 1986 è diventata allieva del tenore Carlo Bergonzi con il quale ha preparato tutti i ruoli anche durante la sua carriera artistica.
Dopo il debutto nel 1987 come Gilda nel Rigoletto di Giuseppe Verdi a Busseto si è esibita nei principali teatri soprattutto in Europa.

### Opere (parziale)
Il suo repertorio comprende (parziale):
- Vincenzo Bellini: La sonnambula nel ruolo di Amina al Teatro di Lucerna (Luzerner Theater 1989, Dir. Marcello Viotti), all’Opéra Royal de Wallonie di Liegi (1992, Dir. Roger Rossel) e al Grand Théâtre di Dijon (1995).
- Georges Bizet: I pescatori di perle come Leila al Grand Théâtre di Dijon (1996).
- Léo Delibes: Lakmé nel ruolo della protagonista all’Opéra Royal de Wallonie di Liegi (1994, Dir. Roger Rossel, Regia Albert Voli).
- Gaetano Donizetti: Don Pasquale come Norina al Teatro Coccia di Novara (2000, Dir. Fabrizio Maria Carminati, Regia Enzo Dara).
- Gaetano Donizetti: L'elisir d'amore come Adina al Teatro Regio di Parma, (1988, Dir. Hubert Soudant, Regia Francesca Zambello).[4]
- Gaetano Donizetti: Lucia di Lammermoor nel ruolo della protagonista al Teatro di Lucerna (Luzerner Theater 1988, Dir. Marcello Viotti, Regia Georges Delnon), al Teatro comunale Luciano Pavarotti di Modena (1991, Dir. Daniel Oren, Regia Pierluigi Samaritani), al Teatro Nazionale di Praga (1990), all’Opéra Royal de Wallonie di Liegi (1992, Dir. Roger Rossel), per la stagione dell'Orchestra Haydn a Bolzano alla Haus der Kultur e a Trento all'Auditorium (1993 in forma di concerto), al teatro dell’Opera di Palm Beach (1995, Dir. Bruno Aprea),[5] al Bassano Opera Festival (1995, Dir. Roberto Tolomelli, Regia Ulisse Santicchi) e all’Opéra de Toulon (1997).
- Gaetano Donizetti: La figlia del reggimento (ed. in franc. La fille du régiment) nel ruolo di Marie all’Opernhaus Zürich di Zurigo  (1988, 1991 Dir. Marcello Panni, Regia Giancarlo del Monaco).[6]
- Georg Friedrich Händel: Alcina (opera) nel ruolo della protagonista al Teatro dell’Opera di Anversa (Vlaamse Opera, Antwerpen) (1991, Dir. Jos van Immerseel, Regie Philippe Berling).[7]
- Ruggero Leoncavallo: I pagliacci come Nedda all’Opera Ireland di Dublino Gaiety Theatre (1998, Dir. Alexender Anisimov, Regia Dieter Kaegi), al Festival Operaestate Bassano (2005, Dir. Giampaolo Bisanti, Regia Ulisse Santicchi).
- Wolfgang Amadeus Mozart: Don Giovanni (opera) come Zerlina al Teatro Lirico Giuseppe Verdi di Trieste, (1990, Dir. Wolfgang Rennert, Regia Franco Giraldi), come Donna Anna al Bassano Opera Festival (2007, Dir. Giampaolo Bisanti, Regia Ulisse Santicchi).
- Luigi Ricci & Federico Ricci: Crispino e la comare (opera) nel ruolo di Annetta al Teatro Municipale di Piacenza (1986), per l’Opera Giocosa al Teatro Gabriello Chiabrera di Savona (1989, Dir. Paolo Carignani, Regia Beppe de Tomasi).[8]
- Gioachino Rossini: Il barbiere di Siviglia (Rossini) come Rosina al Teatro Petruzzelli di Bari (1999, Dir. Angelo Campori, Regia Enzo Dara), al Bassano Opera Festival (2002, Dir. Giampaolo Bisanti, Regia Ulisse Santicchi).
- Gioachino Rossini: La donna del lago nel ruolo di Elena al Teatro Regio di Parma (1990, Dir. Arnold Östman, Regia Gae Aulenti).[9]
- Gioachino Rossini: Ermione (opera)[10][11]) nel ruolo di Cleone al Rossini Opera Festival di Pesaro (1987, Dir. Gustav Kuhn, Regia Roberto De Simone), al Teatro San Carlo di Napoli (1988, Dir. Alberto Zedda, Regia Roberto De Simone).
- Gioachino Rossini: La Cenerentola nel ruolo di Clorinda alla Royal Opera House Covent Garden di Londra (1990, Dir. Carlo Rizzi (direttore d'orchestra), Regia Michael Hampe).[12]
- Gioachino Rossini: L'italiana in Algeri come Elvira al Grand Théâtre de Monte Carlo (1993, Dir. Alberto Zedda, Regia Pier Luigi Pizzi).
- Antonio Salieri: La secchia rapita nel ruolo di Renoppia al Teatro comunale Luciano Pavarotti di Modena (1990, Dir. Frans Brüggen, Regia Gianfranco De Bosio).
- Giuseppe Verdi: Un ballo in maschera come Oscar al Teatro San Carlo di Napoli (1989, Dir. Daniel Nazareth).
- Giuseppe Verdi: Falstaff nel ruolo di Nannetta all’Opera Ireland Gaiety Theatre di Dublino (1998, Dir. Antonello Allemandi, Regia Dieter Kaegi).
- Giuseppe Verdi: Rigoletto nel ruolo di Gilda al Teatro Municipale di Piacenza (1988), al Teatro Comunale di San Gallo (Stadttheater St. Gallen 1989), al Teatro Sociale di Como (1992), al Teatro Coccia di Novara (1995), all’Opéra Royal de Wallonie di Liegi (1996, Regia Dieter Kaegi), al Teatro Petruzzelli di Bari (1997), all’Opéra de Toulon (1996), allo State Theatre Opera di Pretoria (1998, Dir. Bruno Aprea), a Rotterdam per l’Open-Air im Hafen (2001, Dir. Paolo Olmi).[13]
- Giuseppe Verdi: La traviata come Violetta al Theater Basel di Basilea (2003).

### Concerti (parziale)
- RIAS-Symphonie-Orchester a Berlino: brani dalla Lucia di Lammermoor di Gaetano Donizetti, Rigoletto di Giuseppe Verdi e Le nozze di Figaro di Wolfgang Amadeus Mozart, Dir. Roberto Paternostro (registrazione in CD).
- Orchestra Filarmonica della Fenice Teatro La Fenice: Giuseppe Verdi, brani da La forza del destino come Leonora; Vincenzo Bellini, brani da I Capuleti e i Montecchi come Giulietta.
- Orchestra "Gian Francesco Malipiero" di Padova: Giacomo Puccini arie da Tosca (opera), Madama Butterfly; Wolfang Amedeus Mozart, arie e duetti da Le nozze di Figaro come Contessa, Requiem (Mozart); Vincenzo Bellini, brani da Norma come Norma; Giuseppe Verdi, arie da Il trovatore come Leonora, da I masnadieri (Verdi) come Amalia; Alfredo Catalani, arie da La Wally come Wally.
- Orchestra Sinfonica dell'Emilia-Romagna "Fondazione Arturo Toscanini" di Parma: Johann Sebastian Bach, Cantata N°. 51 Jauchzet Gott in allen Landen; Giuseppe Verdi, Falstaff (in forma di concerto) nel ruolo di Nannetta.
- Orchestra del Teatro Regio (Torino): Wolfang Amedeus Mozart, Arie da Il flauto magico nel ruolo di Astrifiammante , Arie da concerto per soprano K 272, K 316, A Berenice - Sol nascente K 70.
- Orchestra i Pomeriggi Musicali di Milano: Suite Dodo di Azio Corghi/Gioachino Rossini.
- Orchestra dell’Accademia Stefano Tempia: Giovanni Battista Pergolesi, Stabat Mater (Pergolesi); Antonio Vivaldi, Magnificat; Wolfang Amedeus Mozart, Laudate Dominum dai Vesperae solennes de Confessore.
- Orchestra Filarmonica di Torino: Franz Lehár, arie dalla Vedova allegra e Giuditta; Johann Strauss (figlio), Arie da Il pipistrello come Adele e Voci di Primavera Frühlingsstimmen.
- Wüttembergische Philharmonie: Wolfang Amedeus Mozart, Le nozze di Figaro (in forma di concerto).

Il suo repertorio cameristico comprende romanze, arie, melodie e canzoni soprattutto del repertorio italiano e francese: Luigi Arditi, Vincenzo Bellini, Georges Bizet, Teodoro Cottrau, Ernesto De Curtis, Luigi Denza, Eduardo Di Capua, Gaetano Donizetti, Henri Duparc, César Franck, Stanislao Gastaldon, Charles Gounod, Reynaldo Hahn, Guy D’Hardelot, Franz Liszt, Pietro Mascagni, Jules Massenet, Francis Poulenc, Gioachino Rossini, Erik Satie, Franz Schubert, Pëtr Il'ič Čajkovskij, Paolo Tosti, Giuseppe Verdi.

### Vita privata
È sposata con il giurista e giornalista Andrea Raschèr.

## Discografia (parziale)

### Compact-Disc
Daniela Lojarro ha partecipato a diverse registrazioni in studio e dal vivo. (Opera, Progressive Rock:
- 1987 Gioacchino Rossini: Ermione come Cleone (Montserrat Caballé, Marilyn Horne, Chris Merritt, Rockwell Blake, Giuseppe Morino, Giorgio Surjan, Paola Romanò, Enrico Facini) Dir. Gustav Kuhn, Legato Classics
- 1987 Giovanni Paisiello: Nina, o sia La pazza per amore come Elisa/Susanna (Patrizia Orciani, Mario Bolognesi, Alessandro Verducci, Maurizio Picconi, Eugenio Favano) Dir. Marcello Panni, Bongiovanni
- 1988 Gala Opera Concert alla Filarmonica di Berlino: brani dalla Lucia di Lammermoor di Gaetano Donizetti, Rigoletto di Giuseppe Verdi e Le nozze di Figaro di Wolfgang Amadeus Mozart, Dir. Roberto Paternostro, Capriccio
- 1989 Federico & Luigi Ricci: Crispino e la comare nel ruolo di Annetta (Roberto Coviello, Simone Alaimo, Antonio Marani, Enrico Cossutta, Riccardo Ristori, Daniela Benori, Serena Lazzarini, Marcello Siclari), Dir. Paolo Carignani, Bongiovanni
- 1989 Battistini opera: 1980 - 1989: Primi dieci anni / G. Puccini, G. Rossini, G. Verdi: Giuseppe Verdi: Rigoletto Tutte le Feste al tempio - Sì, vendetta (con Barry Anderson, Antonio Mameli), Dir. Maurizio Rinaldi, Tima Club[15]
- 2006 Exawatt Time Frames, Deadsunrecords (Soprano in Power of Fate)[16]
- 2007 Ars Nova Seventh Hell - La Venus Endormie, Musea (Soprano in Salvador Syndrome)[17]

### Riprese televisive e radio
- 1987 Gioachino Rossini: Ermione RAI Radio Televisione Italiana
- 1992 Vincenzo Bellini: La sonnambula RTBF (Radio Télévision Belge Francophone)
- 1991 Georg Friedrich Händel: Alcina VRT (Vlaamse Radio- en Televisieomroep)
- 1994 Léo Delibes: Lakmé RTBF (Radio Télévision Belge Francophone)

### Soundtracks
Alcuni brani da lei interpretati sono stati inseriti nei seguenti film:
- 1988 Franco Zeffirelli: Il giovane Toscanini: Cadenza dalla scena della pazzia della Lucia di Lammermoor di Gaetano Donizetti, Bella Figlia dell’amore quartetto del Rigoletto di Giuseppe Verdi (con Carlo Bergonzi).
- 1996 Mary Harron: Ho sparato a Andy Warhol: Caro Nome dal Rigoletto di Giuseppe Verdi.
- 2006 Martin Scorsese: The Departed - Il bene e il male: Sestetto Chi mi frena in tal momento dalla Lucia di Lammermoor di Gaetano Donizetti.